# Stopplaats Laarstraat
Laarstraat, ook wel Larensche Straat, is een voormalige stopplaats aan de spoorlijn Arnhem-Nijmegen. De stopplaats was geopend van 15 juni 1879 tot 9 mei 1919.